# Rhyacophila itoi
Rhyacophila itoi là một loài Trichoptera trong họ Rhyacophilidae. Chúng phân bố ở miền Cổ bắc.